# Llista de premis de Silverchair

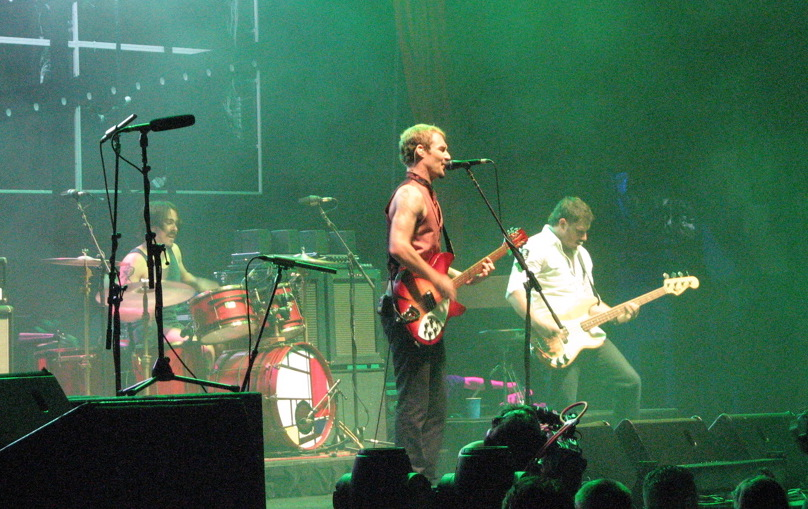
Silverchair en concert durant la gira Across the Great Divide Tour el setembre de 2007.

Llista dels premis i nominacions rebuts pel grup de música Silverchair. Aquesta banda australiana de rock alternatiu i post-grunge es va crear l'any 1994 a Newcastle i està formada per Daniel Johns (veu i guitarra), Chris Joannou (baix) i Ben Gillies (bateria). Des del seu primer treball s'han convertit en una de la bandes més populars a Austràlia havent aconseguit el rècord al màxim nombre de guardons de la indústria discogràfica del seu país (ARIA Music Awards) amb 20.

## Resum
| Premi                  | Guanyats | Nominacions |
| ---------------------- | -------- | ----------- |
| ARIA Music Awards      | 20       | 48          |
| APRA Awards            | 6        | 10          |
| World Music Awards     | 1        | 1           |
| MTV Video Music Awards | 3        | 5           |

## ARIA Awards
Els ARIA Music Awards són els premis que entrega la indústria discogràfica australiana (ARIA) anualment des de l'any 1987. Com a grup musical, Silverchair ostenta els rècords de la banda amb més guardons (20) i el major nombre de nominacions (48). El seu millor any va ser el 1995 on van aconseguir cinc premis de les nou nominacions, incloent la de millor revelació tant en àlbums com en senzills. Tots els seus cinc àlbums d'estudi han estat nominats com a àlbum de l'any, però no el van aconseguir fins a l'últim, l'any 2007. Silverchair ha guanyat en dues ocasions els premis al senzill de l'any i al senzill més venut, al millor grup i al millor àlbum de rock. El millor any en premis va ser el 2007 amb sis guardons.
| Any  | Premi                         | Treball                                    | Resultat |
| ---- | ----------------------------- | ------------------------------------------ | -------- |
| 1995 | Single of the Year            | "Tomorrow"                                 | Guanyat  |
| 1995 | Highest Selling Single        | "Tomorrow"                                 | Guanyat  |
| 1995 | Best New Talent               | Frogstomp                                  | Guanyat  |
| 1995 | Breakthrough Artist - Album   | Frogstomp                                  | Guanyat  |
| 1995 | Breakthrough Artist - Single  | "Tomorrow"                                 | Guanyat  |
| 1995 | Album of the Year             | Frogstomp                                  | Nominat  |
| 1995 | Song of the Year              | "Tomorrow"                                 | Nominat  |
| 1995 | Best Group                    | Frogstomp                                  | Nominat  |
| 1995 | Best Alternative Release      | Frogstomp                                  | Nominat  |
| 1996 | Outstanding Achievement Award | —                                          | Guanyat  |
| 1996 | Best Group                    | "Blind"                                    | Nominat  |
| 1997 | Best cover Art                | Freak Show                                 | Guanyat  |
| 1997 | Album of the Year             | Freak Show                                 | Nominat  |
| 1997 | Hightest Selling Single       | "Abuse Me"                                 | Nominat  |
| 1997 | Hightest Selling Single       | "Freak"                                    | Nominat  |
| 1997 | Best Group                    | Freak Show                                 | Nominat  |
| 1997 | Producer of the Year          | Freak Show                                 | Nominat  |
| 1998 | Engineer of the Year          | "The Door"                                 | Guanyat  |
| 1999 | Engineer of the Year          | Neon Ballroom                              | Guanyat  |
| 1999 | Album of the Year             | Neon Ballroom                              | Nominat  |
| 1999 | Single of the Year            | "Ana's Song (Open Fire)"                   | Nominat  |
| 1999 | Highest Selling Single        | "Anthem for the Year 2000"                 | Nominat  |
| 1999 | Best Group                    | Neon Ballroom                              | Nominat  |
| 1999 | Best Rock Album               | Neon Ballroom                              | Nominat  |
| 1999 | Producer of the Year          | Neon Ballroom                              | Nominat  |
| 1999 | Best Video                    | "Ana's Song (Open Fire)"                   | Nominat  |
| 1999 | Best Cover Art                | Neon Ballroom                              | Nominat  |
| 2002 | Best Group                    | Diorama                                    | Guanyat  |
| 2002 | Best Rock Album               | Diorama                                    | Guanyat  |
| 2002 | Producer of the Year          | Diorama                                    | Guanyat  |
| 2002 | Engineer of the Year          | Diorama                                    | Guanyat  |
| 2002 | Best Cover Art                | Diorama                                    | Guanyat  |
| 2002 | Album of the Year             | Diorama                                    | Nominat  |
| 2002 | Best Video                    | "The Greatest View"                        | Nominat  |
| 2003 | Single of the Year            | "Luv Your Life"                            | Nominat  |
| 2003 | Highest Selling Album         | Diorama                                    | Nominat  |
| 2003 | Best Group                    | "Across the Night"                         | Nominat  |
| 2003 | Best Video                    | "Across the Night"                         | Nominat  |
| 2007 | Album of the Year             | Young Modern                               | Guanyat  |
| 2007 | Single of the Year            | "Straight Lines"                           | Guanyat  |
| 2007 | Highest Selling Single        | "Straight Lines"                           | Guanyat  |
| 2007 | Best Group                    | Young Modern                               | Guanyat  |
| 2007 | Best Rock Album               | Young Modern                               | Guanyat  |
| 2007 | Best Video                    | "Straight Lines"                           | Guanyat  |
| 2007 | Highest Selling Album         | Young Modern                               | Nominat  |
| 2007 | Best Cover Art                | Young Modern                               | Nominat  |
| 2008 | Best Group                    | "If You Keep Losing Sleep"                 | Nominat  |
| 2008 | Best Music DVD                | Across the Great Divide (amb Powderfinger) | Guanyat  |

## APRA Awards
Els premis APRA Awards són entregats per la Australasian Performing Right Association des de l'any 1982. Silverchair ha aconseguit sis guardons de deu nominacions al llarg de la seva trajectòria. Actualment, el cantant del grup, Daniel Johns, és l'únic artista que ha guanyat el premi al millor compositor de l'any tres vegades.
| Any  | Premi                                   | Treball/Artista            | Resultat |
| ---- | --------------------------------------- | -------------------------- | -------- |
| 1995 | Songwriter of the Year                  | Daniel Johns i Ben Gillies | Guanyat  |
| 1996 | Most Performed Australian Work Overseas | "Tomorrow"                 | Guanyat  |
| 2003 | Songwriter of the Year                  | Daniel Johns               | Guanyat  |
| 2003 | Song of the Year                        | "The Greatest View"        | Nominat  |
| 2003 | Song of the Year                        | "Without You"              | Nominat  |
| 2003 | Most Performed Australian Work          | "The Greatest View"        | Nominat  |
| 2004 | Song of the Year                        | "Across the Night"         | Nominat  |
| 2008 | Song of the Year                        | "Straight Lines"           | Guanyat  |
| 2008 | Most Played Australian Work             | "Straight Lines"           | Guanyat  |
| 2008 | Songwriter of the Year                  | Daniel Johns               | Guanyat  |

## World Music Awards
Els World Music Awards són uns premis internacionals que anualment s'entreguen des de 1989 als artistes o grups que han venut més a tot el món gràcies a les dades que provenen de la International Federation of the Phonographic Industry (IFPI). El premi obtingut per Silverchair pertany a la categoria vendes nacionals, on guardonen els grups que han obtingut major nombre de vendes en els principals països del món.
| Any  | Premi                                                 | Treball/Artista | Resultat |
| ---- | ----------------------------------------------------- | --------------- | -------- |
| 2007 | Best Selling Artist from Around the World - Australia | Young Modern    | Guanyat  |

## MTV Video Music Awards
Des de 1984, la cadena de televisió MTV honora els millors videoclips de l'any amb aquests premis. Més endavant, la versió australiana de la cadena, MTV Australia, va crear els seus propis premis de forma nacional l'any 2005.
| Any  | Entitat       | Premi                               | Treball                    | Resultat |
| ---- | ------------- | ----------------------------------- | -------------------------- | -------- |
| 1997 | MTV           | International Viewers' Choice Award | "Freak"                    | Guanyat  |
| 1999 | MTV           | International Viewers' Choice Award | "Anthem for the Year 2000" | Guanyat  |
| 2007 | MTV Australia | Video Vanguard                      | —                          | Guanyat  |
| 2007 | MTV Australia | Best Group                          | "Straight Lines"           | Nominat  |
| 2007 | MTV Australia | Video of the Year                   | "Straight Lines"           | Nominat  |